# Pierre Alexandre Pau de Saint-Martin
Pierre Alexandre Pau de Saint-Martin, né le 3 octobre 1782 à Paris où il est mort le 18 octobre 1850 à Paris, est un peintre français.

## Biographie
Pierre Alexandre Pau de Saint-Martin est le fils d'Alexandre Pau de Saint-Martin et de Marie Anne Colombe Morillon. 
Élève de son père, il expose au Salon de 1810 à 1834.
Paysagiste, il réalise également des miniatures.
En 1813, il épouse Marie Jeanne Laurent Ouasse. Devenu veuf en 1823, il épouse cinq ans plus tard, en secondes noces Arthur Eugénie Debise.
Il meurt à son domicile de la rue du Faubourg-Saint-Martin, à l'âge de 68 ans.